# Der letzte Exorzismus: The Next Chapter
Der letzte Exorzismus: The Next Chapter (auch bekannt als The Last Exorcism 2: The Beginning of the End) ist ein im Jahre 2013 produzierter, unter der Regie von Ed Gass-Donnelly entstandener Horrorfilm. Dies ist die Fortsetzung des 2010 produzierten Vorgängers Der letzte Exorzismus. Anders als bei dem Vorgänger ist der Film nicht im sogenannten Found-Footage-Format (dt.: Gefundene Aufnahme) gedreht.

## Handlung
Nell erwacht in einem Wald und ist am Ende ihrer Kräfte. Sie kann sich nicht erklären, was in den vergangenen Stunden und Wochen passiert ist. Auch den Tod ihrer gesamten Familie kann sie nicht nachvollziehen. Sie zieht in ein Frauenhaus und versucht zusammen mit ihrem Therapeuten Frank Merle, ihre Vergangenheit aufzuarbeiten und ein neues Leben zu beginnen. Zuerst läuft alles gut. Nell findet einen Job im nahegelegenen Hotel und verliebt sich in den netten Jungen Chris aus ihrer Nachbarschaft. Doch der Dämon, der einst ihr Leben ruiniert hat, verfolgt sie anscheinend immer noch. Sie kann ihn spüren, auch wenn es sich diesmal anders anfühlt als beim ersten Mal.

## Rezeption
Rotten Tomatoes gibt dem Film eine Kritik von 17 %, basierend auf 65 Kritiken, mit einem Ergebnis von 3,7/10 Punkten.
Frank Scheck von The Hollywood Reporter schrieb, dass The Last Exorcism Part II ein „uneindrucksvolles Sequel des ersten Teils“ wäre, jedoch lobte er Ashley Bells  „unvergesslich beunruhigenden Auftritt“, der im negativen Sinn vergleichbar mit Sissy Spaceks Schauspiel in Carrie – Des Satans jüngste Tochter wäre.
Das Publikum gab dem Film bei der Umfrage von CinemaScore die Note B-.